# Laura Cereta
Laura Cereta (Italia, septiembre de 1469—1499), fue una de las grandes mujeres humanistas y feministas escritoras del siglo xv en Italia.

## Biografía
Cereta fue de las primeras en tratar temas de la mujer. Fue una de las grandes humanistas de Brescia, Verona y Venecia dede 1488 hasta 1492, conocida por sus escritos en forma de cartas a otros intelectuales. Sus cartas contienen sus asuntos personales y recuerdos de la infancia y trataron temas como la educación de la mujer, la guerra y el matrimonio. Concretamente en sus cartas, Laura Cereta narra el fracaso que suponía para ella hacer las tareas de ama de casa, bajo las órdenes de sus padres, y que imposibilitaban sus estudios. Asimismo, denuncia en su relación epistolar la situación de subordinación a la que estaba sometida la mujer, y considera que el matrimonio y la maternidad son dos hechos que restringen y condicionan la tan anhelada libertad de la fémina.
Como el primera gran humanista, Petrarca, Cereta afirmó buscar la fama y la inmortalidad a través de su escritura. Al parecer, sus cartas estaban destinadas a un público general. Además, está considerada como una de las principales y primeras escritoras de la Querella de las Mujeres (siglos XV-XVIII), debate a través del cual, numerosos autores y autoras compartían sus visiones acerca de las aptitudes morales de la mujer. Este movimiento comienza en Italia en el año 1360 en la región de Marcas, donde los poetas denunciaban la situación de inferioridad a la que estaba sometida la mujer.